# Chapelle de la Croix
Ne doit pas être confondu avec Chapelle de la Croix-Lamare.
La chapelle de la Croix est un édifice situé à Loqueffret, en France.

## Localisation
La chapelle est située sur le territoire de la commune de Loqueffret, au lieu-dit Le Bourg, dans le département du Finistère, en région Bretagne.

## Description
La chapelle est conforme au type général des chapelles rurales de Bretagne. Elle présente un plan rectangulaire sans transept, terminé par un chevet à trois pans. Le petit clocheton de la façade occidentale date du XVIIIe siècle. À la même époque, le chevet a été remanié.
Un calvaire à trois degrés de 1576 jouxte la chapelle. Il porte sur le premier croisillon des statues géminées Marie-Madeleine et Pierre, au centre, une Vierge de la Pitié, le second croisillon portaient un bon et un mauvais larron, seul le dernier est aujourd'hui conservé. La croix a disparu. L'ensemble de la chapelle compte également une fontaine à dévotion du XVIIIe siècle.

## Historique
La chapelle, bâtie pour la famille de La Marche, propriétaire du manoir de Bodriec, est une chapelle du XVIe siècle (1522). Elle fait l'objet d'un pardon annuel. Le 16 juin 2007, elle a été profanée et incendiée. Les travaux de restauration se sont achevés en 2009.
La chapelle est inscrite au titre des monuments historiques par arrêté du 28 octobre 1926.

## Galerie

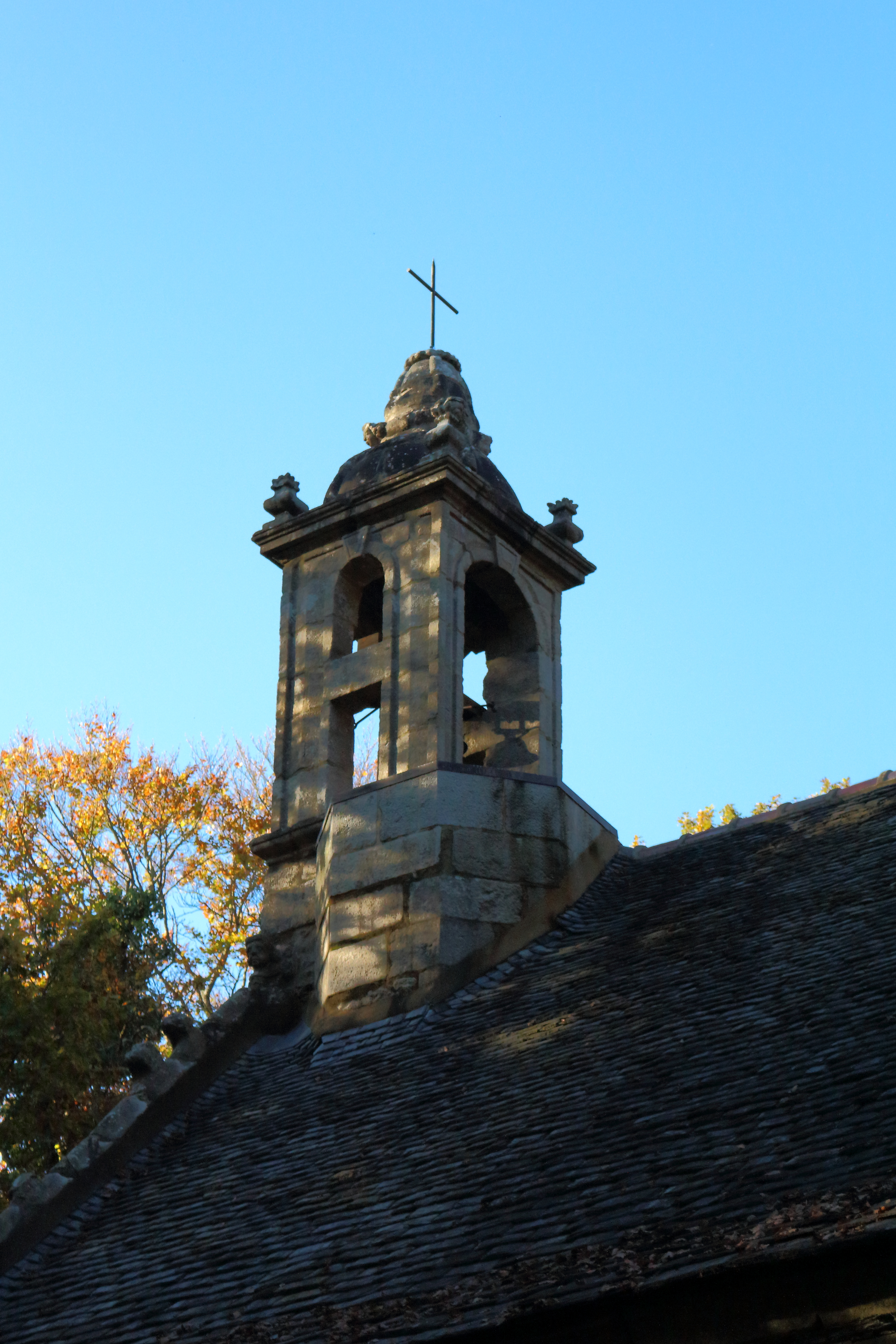
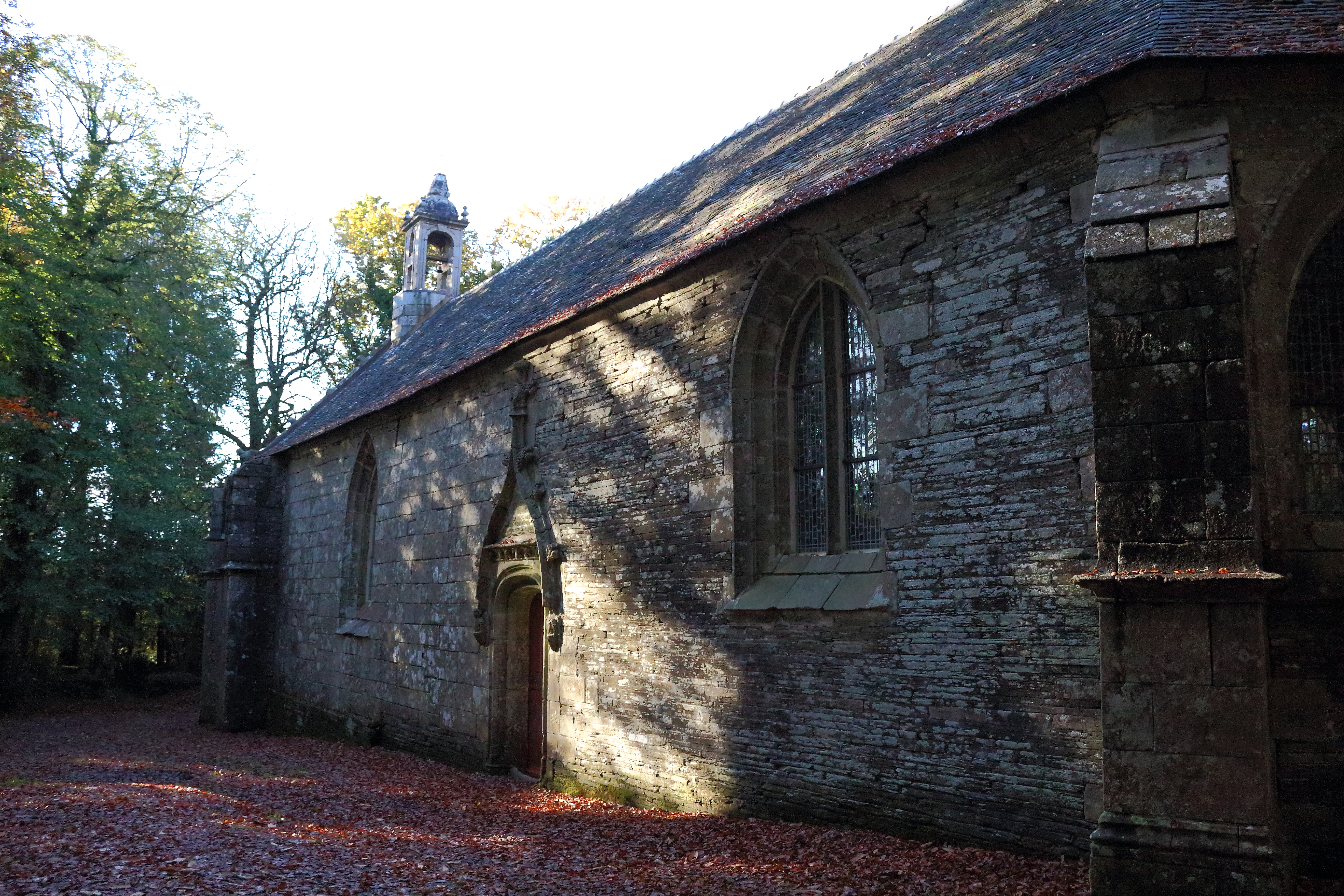
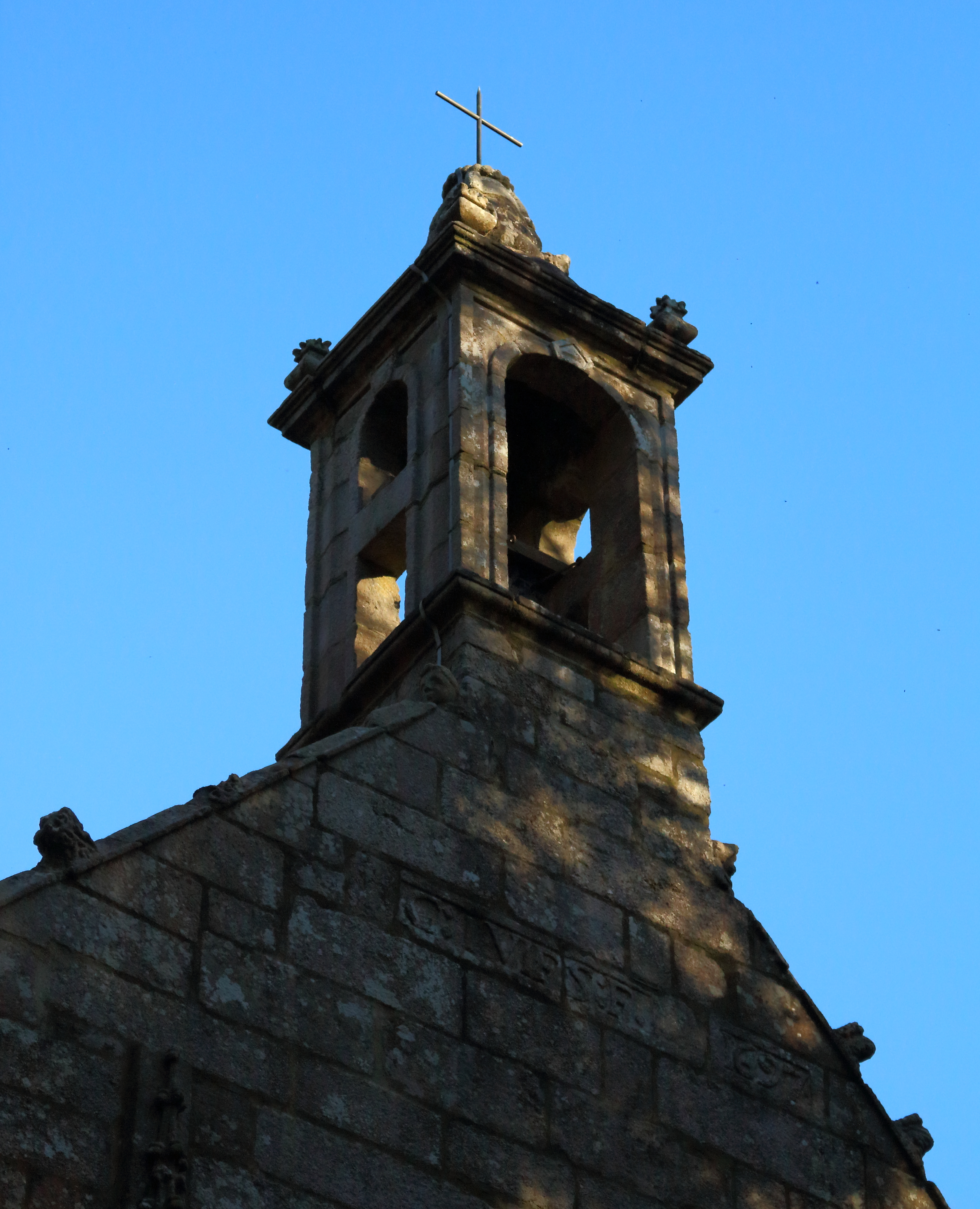
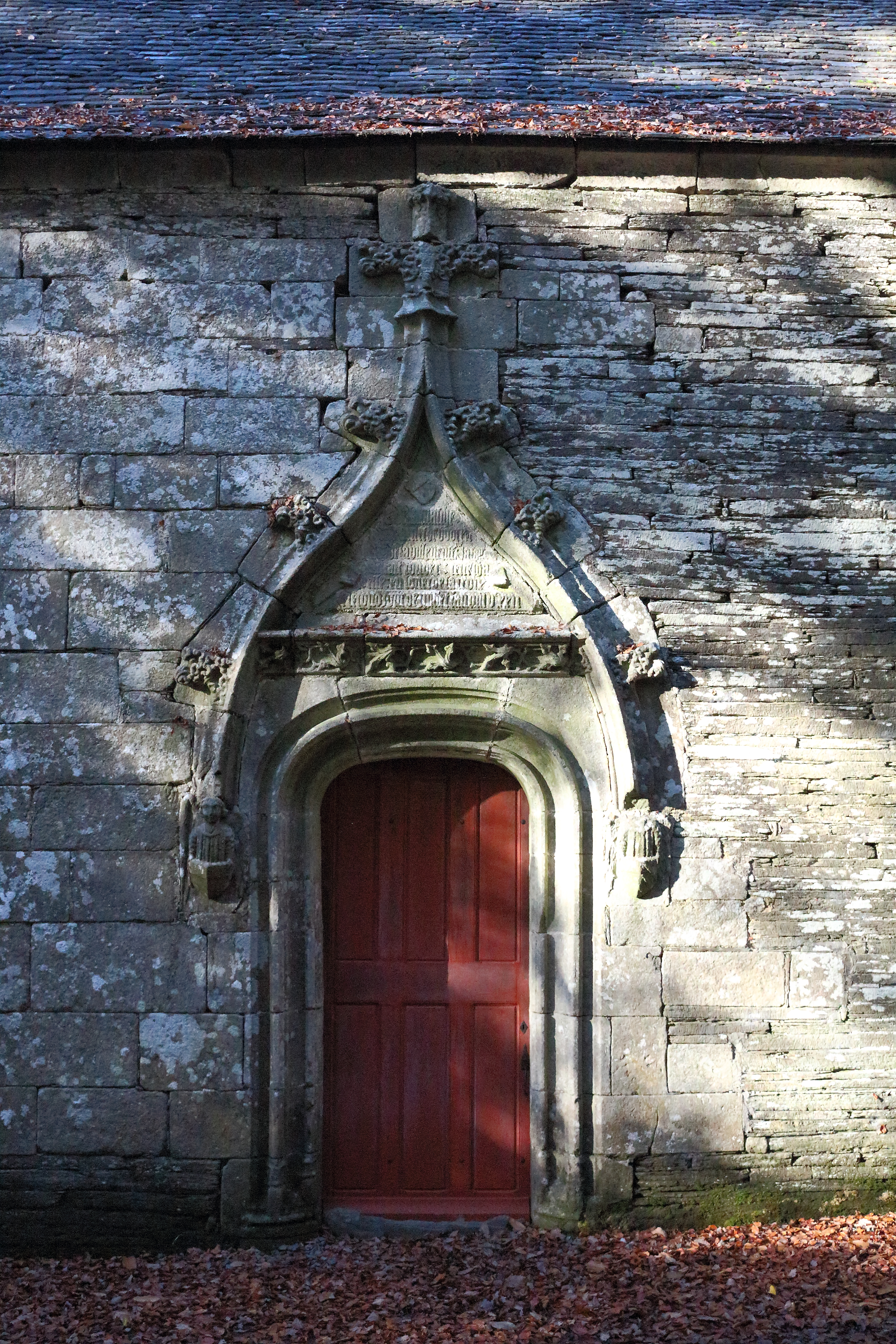
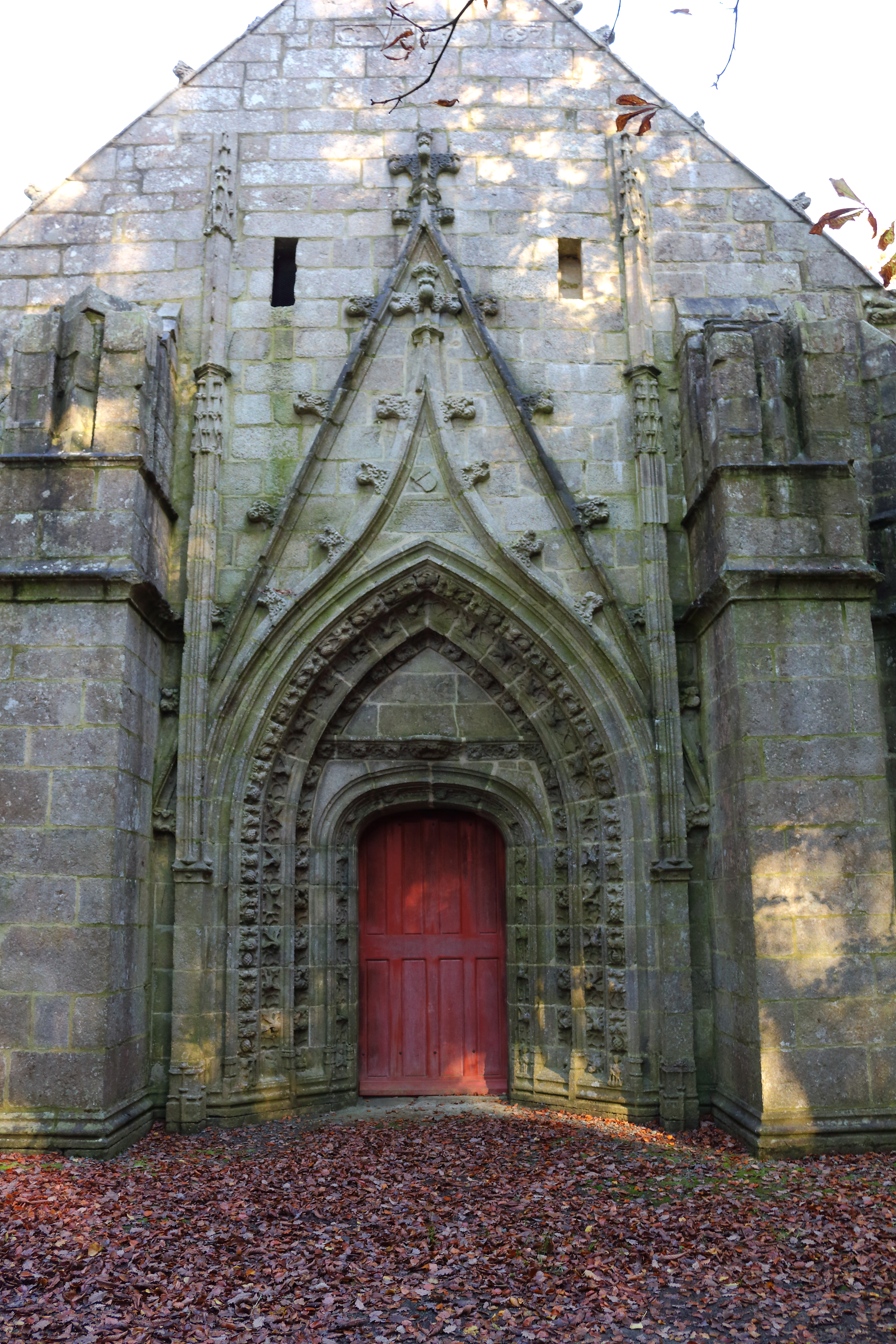
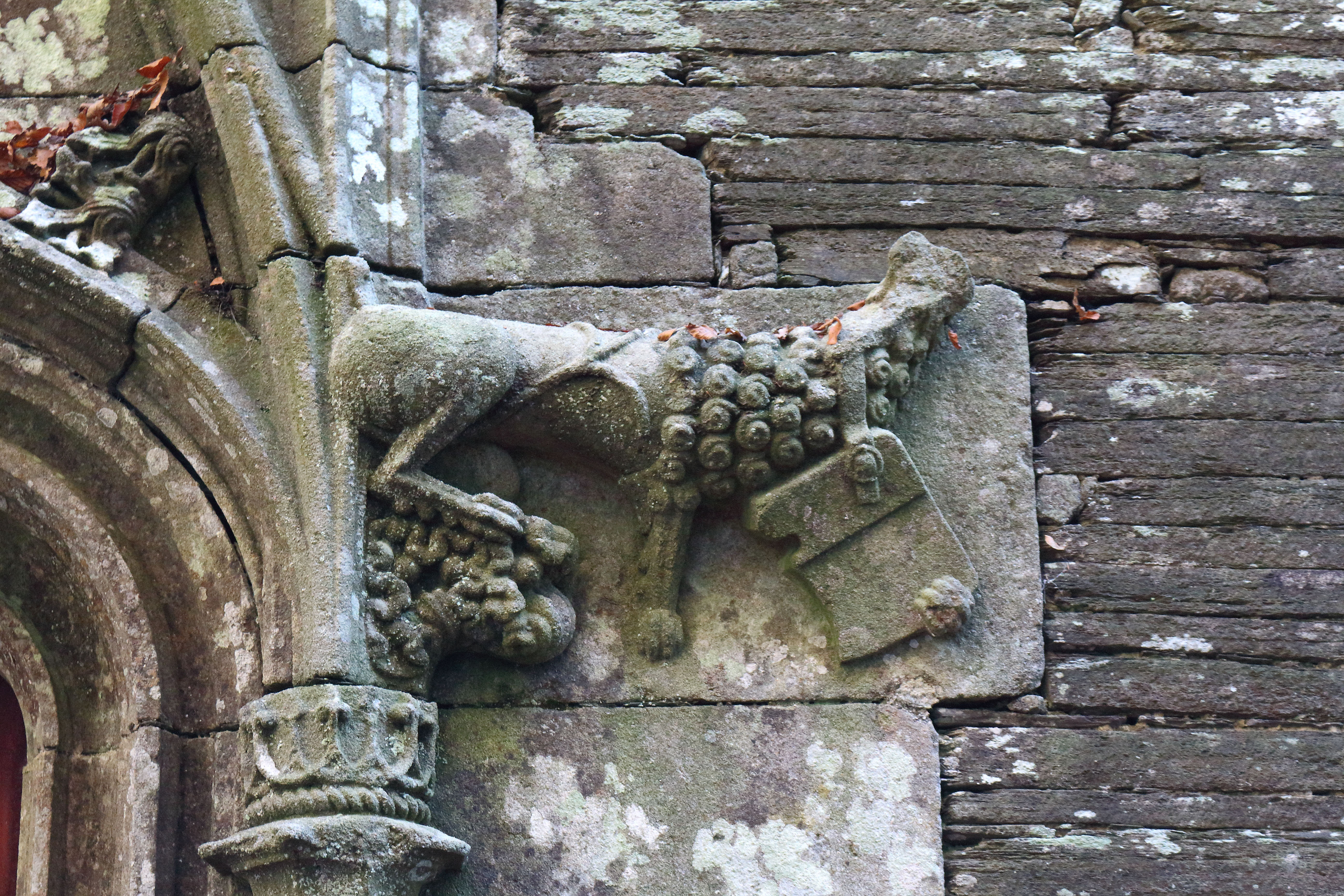
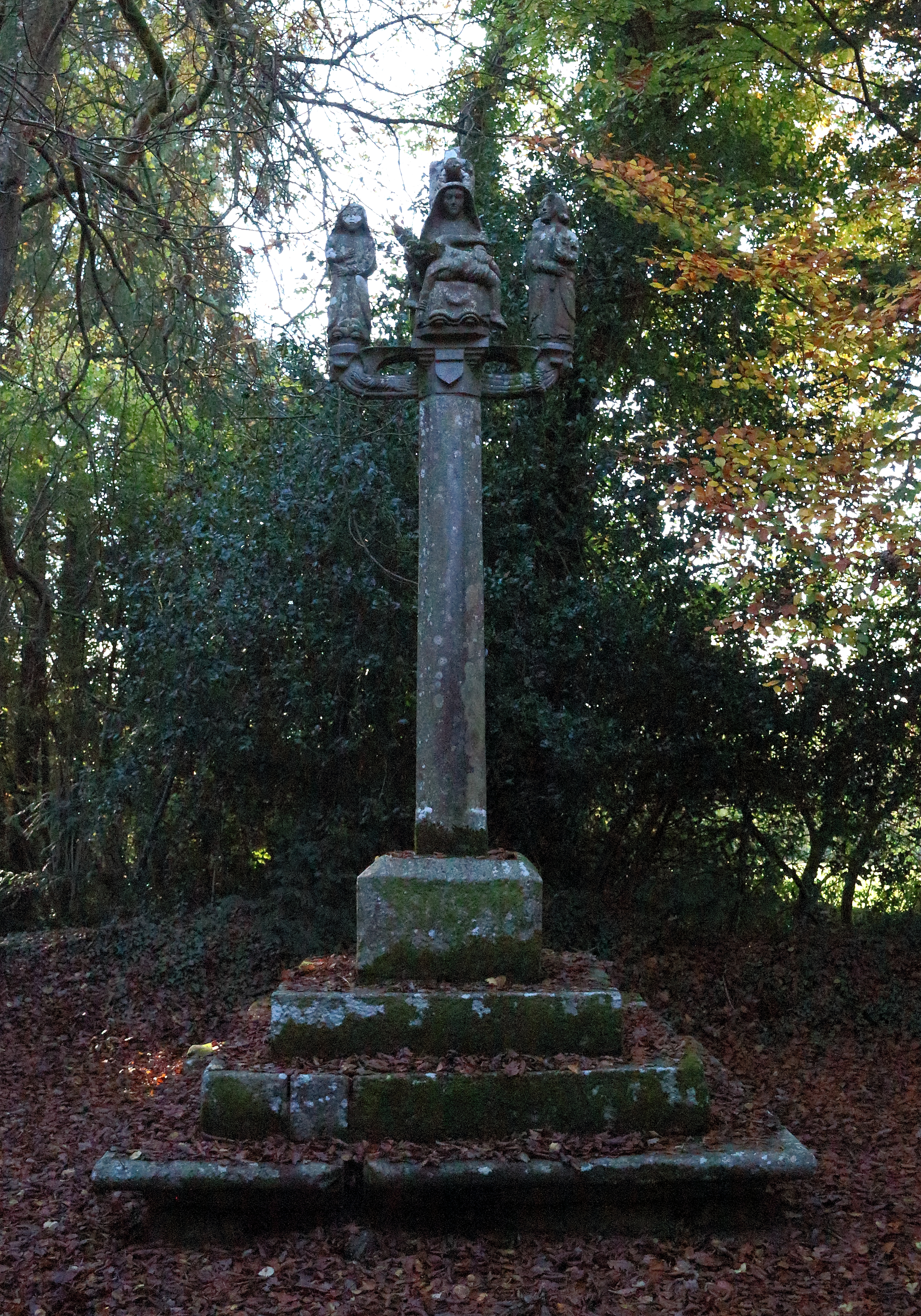
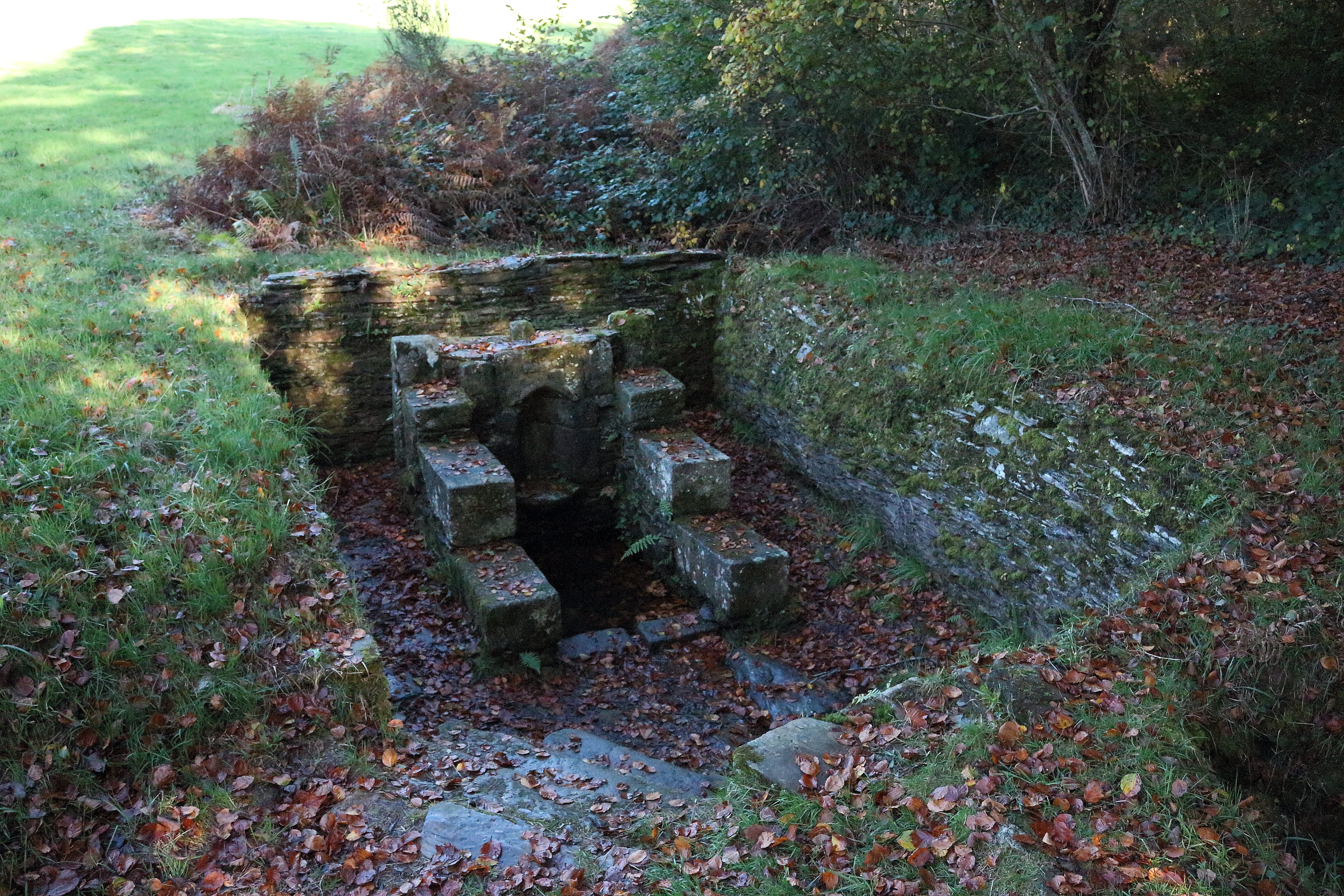